# スベスッポン
スベスッポン（Apalone mutica）は、爬虫綱カメ目スッポン科アメリカスッポン属に分類されるカメ。

## 分布
A. m. mutica　ミドランドスベスッポン
アメリカ合衆国中部のミシシッピ川水系
A. m. calvata　ガルフコーストスベスッポン
アメリカ合衆国（アラバマ州、ミシシッピ州のアラバマ川、エスカンビア川、パール川水系）

## 形態
最大甲長35.6センチメートル。アメリカスッポン属最小種。オスよりもメスの方が大型になり、オスは甲長17.8センチメートル。背甲に突起がない。種小名muticaは「滑らかな」の意。背甲の色彩は褐色や暗黄色で、暗色の斑点や斑紋が入る。背甲の外縁部に黒く縁取られた明色の筋模様が入る個体もいる。項骨板は幅広い。腹甲の硬結部の数は7。
頭頂骨と頬骨が頭骨の表面で接する。鼻孔は卵形で、やや側面に開口する。鼻の隔壁に突起がない。四肢に斑紋が入らない。
A. m. mutica　ミドランドスベスッポン
眼前部に薄い筋模様が入り、眼後部の筋模様が細い。
A. m. calvata　ガルフコーストトゲスッポン
眼前部に筋模様がなく、眼後部の筋模様が太い。

## 分類
- Apalone mutica mutica　(LeSueur, 1827)　ミドランドスベスッポン　Midland smooth softshell turtle
- Apalone mutica calvata　(Webb, 1959)　ガルフコーストスベスッポン　Gulf coast smooth softshell turtle

## 生態
流れの速い大型河川などに生息する。
食性は動物食傾向の強い雑食で、主に昆虫を食べるが、植物質なども食べる。

## 人間との関係
温帯に分布し遺棄・脱走した場合に定着のおそれがあること、大型になり在来種との競合が懸念されること、同属種がアメリカ合衆国西海岸に定着した例があることなどから、属単位で要注意外来生物に指定されている。
ペット用として飼育されることもあり、日本にも輸入されている。本種の名前でトゲスッポンが流通することもある。